# Ugia stigmaphora
Ugia stigmaphora là một loài bướm đêm trong họ Erebidae.